# Jaškinskij rajon
Lo Jaškinskij rajon (in russo Яшкинский район?) è un rajon dell'Oblast' di Kemerovo, nella Russia europea; il capoluogo è Jaškino. Istituito nel 1930, ricopre una superficie di 3.480 chilometri quadrati e consta di una popolazione di circa 32.000 abitanti.

## Centri abitati
- Circondario rurale di Jaškino
  - Jaškino
- Circondario rurale di Akacija
  - Akacija
  - Krylovo
  - Nižnjaja Tajmenka
  - Vlaskovo
  - Zyrjanka
- Circondario rurale di Jaškinskij
  - Bot'evo
  - Chopkino
  - Dubrovka
  - Jaškinskij
  - Nižnešubino
  - Traktovyj
- Circondario rurale di Kolmogorovo
  - Kolmogorovo
  - Pisanaja
- Circondario rurale di Leninskij
  - Daurovka
  - Itkara
  - Jurty-Konstantinovy
  - Kulakovo
  - Leninskij
  - Salomatovo
  - Sosnovyj Ostrog
  - Ust'-Sosnovka
  - Verch-Itkara
- Circondario rurale di Litvinovo
  - Balachnino
  - Kalenovo
  - Korčuganovo
  - Krasnoselka
  - Litvinovo
  - Tal'menka
- Circondario rurale di Pača
  - Miničevo
  - Morkovkino
  - Nižnejaškino
  - Pača
  - Sinerečka
- Circondario rurale di Paškovo
  - Kosogorovo
  - Melkovo
  - Paškovo
  - Severnaja
- Circondario rurale di Polomošnoe
  - Oktjabr'skij
  - Osoaviachim
  - Polomošnoe
  - Slancevyj Rudnik
  - Tutal'skaja
  - Tutal'skij Sanatorij
- Circondario rurale di Talovka
  - Kamennyj Brod
  - Klincovka
  - Krutovka
  - Nizovka
  - Talovka
- Circondario rurale di Šachtër
  - Mochovo
  - Šachtër
  - Voskresenka